# Mandy Moore (album)
Mandy Moore è il terzo album della cantante statunitense Mandy Moore, uscito nel 2001.
Quest'album vende più di un milione di copie nel mondo venendo premiato con il disco d'oro in America e ben quattro dischi di platino in Asia. 
Da questo album furono estratti diversi singoli: In My Pocket, un pezzo dal suono indie a metà via tra il teen-pop e la dance, Crush, una dolce ballata, Cry; gli ultimi singoli furono Saturate Me e 17.
Il singolo In My Pocket allontanò l'immagine della lolita adottata dalla cantante fino a poco tempo prima, lasciando spazio ad un lato più sexy della stessa; venne premiato con il disco d'oro in Australia. Nemmeno Crush riscosse particolari consensi, ad eccezione di Australia ed Asia; il video, invece, fu molto popolare nella trasmissione americana TRL. Il singolo Cry riscuote un notevole successo in Asia e rimane una della canzoni più significative nella carriera della Moore poiché venne anche inserita nella colonna sonora del film I passi dell'amore in cui lei stessa recitava.

## Tracce
1. In My Pocket
2. You Remind Me
3. Saturate Me
4. One Sided Love
5. 17
6. Cry
7. Crush
8. It Only Took A Minute
9. Turn The Clock Around
10. Yo-Yo
11. From Loving You
12. Split Chick
13. When I Talk To You